# Ospa party
Ten artykuł opisuje teorie, metody lub czynności niezgodne ze współczesną wiedzą medyczną.
Ospa party – spotkanie organizowane dla dzieci zdrowych, które nie przechodziły ospy wietrznej z udziałem dziecka lub dzieci aktualnie zarażonych tym wirusem. Jego celem jest zarażenie dzieci zdrowych, aby po przejściu choroby ich układ odpornościowy wytworzył trwałą odporność. Główny Inspektorat Sanitarny odradza tę formę uodporniania dzieci ze względu na powikłania, które mogą wystąpić w wyniku zakażenia ospą wietrzną. Zaleca się szczepienie jako skuteczną i bezpieczniejszą formę rozwijania odporności. Zwolennikami organizowania ospa party są antyszczepionkowcy.
Analogicznym zjawiskiem jest odra party  z udziałem dziecka lub dzieci zarażonych wirusem odry i tak samo celem jest zarażenie dzieci zdrowych, aby po przejściu choroby wytworzyły trwałą odporność. Główny Inspektorat Sanitarny zaznacza, że powikłania związane z zakażeniem odrą są poważne i dlatego zaleca szczepienie jako skuteczną i bezpieczną formę rozwijania odporności.